# Venit public
Venitul public (rareori venit de stat) constituie banii obținuți de către un guvern. Acesta este un instrument important al politicii fiscale a statului și este factorul opus al cheltuielilor publice. Veniturile obținute de guvern sunt de două tipuri:
- Venituri ordinare = reprezentate de: impozite, taxe, contribuții sociale, contribuții la fondurile speciale extrabugetare. În cadrul veniturilor ordinare includem și veniturile statului din: dividende, dobânzi, vânzarea acțiunilor sau activelor din patrimoniul privat al statului sau unităților administrativ-teritoriale, redevențele din concesionarea bunurilor aparținând domeniului public,venituri provenite din diferite contracte cu parteneri privați, cum ar fi închirierea, asocierea în participație, parteneriatul public-privat.

- Venituri extraordinare = reprezentate de: împrumuturi interne sau externe, emisiunea de obligațiuni de stat, bonurile de tezaur.

Veniturile ordinare și extraordinare aparțin bugetului de stat (bugetul ministerelor și celorlalte autorități ale administrației centrale de stat), bugetului asigurărilor sociale de stat și bugetelor locale.